# Seaborgi
Seaborgi (phát âm như "xi-bo-ghi") là một nguyên tố hóa học với ký hiệu Sg và số nguyên tử 106. Seaborgi (Sg) là nguyên tố tổng hợp với đồng vị ổn định nhất là 271Sg có chu kỳ bán rã 1,9 phút. Các thí nghiệm hóa học đã xác nhận rằng Seaborgi (Sg) thuộc nhóm 6 và là một đồng đẳng nặng hơn của Wolfram (hay còn gọi là Tungsten, kí hiệu là W).

## Phát hiện
Nguyên tố 106, hiện tại là Seaborgi, được tạo ra lần đầu tiên năm 1974 trong máy gia tốc siêu HILAC tại phòng thí nghiệm Lawrence Berkeley bởi sự hợp tác nghiên cứu của Lawrence Berkeley/Lawrence Livermore dẫn đầu là Albert Ghiorso và
E. Kenneth Hulet. Họ đã tạo ra hạt nhân mới 263106 bằng cách bắn phá hạt nhân 249Cf bởi các ion 18O. Hạt nhân này phân rã α với chu kỳ bán rã 0,9 ± 0,2 giây.

## Đặt tên
Nhóm Berkeley/Livermore đề xuất tên gọi seaborgium (Sg) theo tên nhà hóa học Hoa Kỳ Glenn T. Seaborg, ông đã từng là thành viên của nhóm Mỹ trong việc phát hiện ra một số nguyên tố thuộc nhóm actini. Tên gọi do nhóm này chọn đã gây tranh cãi. IUPAC tạm thời thông qua tên gọi unnilhexium (ký hiệu Unh), theo hệ thống tên gọi của các nguyên tố. Năm 1994, hội đồng IUPAC đề nghị rằng nguyên tố 106 cần được đặt tên là rutherfordium và thông quan nguyên tắc rằng không có nguyên tố nào có thể được đặt theo tên người còn sống. Nguyên tắc này đã bị phản đối quyết liệt từ Hiệp hội hóa học Hoa Kỳ. Những người chỉ trích chỉ ra rằng đã có tiền lệ đặt tên nguyên tố einsteini trong khi Albert Einstein vẫn còn sống và một cuộc khảo sát chỉ ra rằng các nhà hóa học không quan tâm đến việc Seaborg vẫn còn sống. Năm 1997, theo một phần của thỏa hiệp liên quan đến các nguyên tố từ 104 đến 108, đặt tên seaborgium cho nguyên tố 106 được quốc tế chấp nhận.